# EG-Fahrzeugklasse L6e
Die EG-Fahrzeugklasse L6e ist eine Unterklasse der EG-Fahrzeugklasse L nach Maßgabe der Richtlinie 2007/46/EG vom April 2006 in Verbindung mit der Verordnung (EU) Nr. 678/2011 vom 14. Juli 2011.
Die Fahrzeugklasse L6e bezeichnet leichte vierrädrige Kraftfahrzeuge mit bauartbedingter Höchstgeschwindigkeit von bis zu 45 km/h. Der Hubraum darf bei Ottomotoren nicht größer als 50 cm³ und bei Dieselmotoren nicht größer als 500 cm³ sein. Bei elektrisch angetriebenen Fahrzeugen darf die maximale Nenndauerleistung 6 kW nicht übersteigen. Das zulässige Gewicht der Fahrzeuge ist auf 425 kg begrenzt; außerdem sind einschließlich Fahrersitz maximal zwei Sitzplätze erlaubt; bei Elektrofahrzeugen wird ohne das Gewicht der Batterie gemessen.
Die Fahrzeugklasse wird in folgende Unterklassen unterteilt:
- L6e-A: Leichtes Straßen-Quad bis 4 kW
- L6e-B: Leichtes Vierradmobil bis 6 kW mit den Unter-Unterklassen:
  - L6e-BU: Leichtes Vierradmobil für Güterbeförderung: ausschließlich für die Beförderung von Gütern ausgelegtes Nutzfahrzeug,
  - L6e-BP: Leichtes Vierradmobil für Personenbeförderung: hauptsächlich für die Beförderung von Personen ausgelegtes Fahrzeug.

Leichtfahrzeuge unterliegen bisher keinen Crash-Vorschriften und sind sicherheitstechnisch daher nicht unbedenklich.

## Hersteller von Fahrzeugen mit L6e-Zulassung

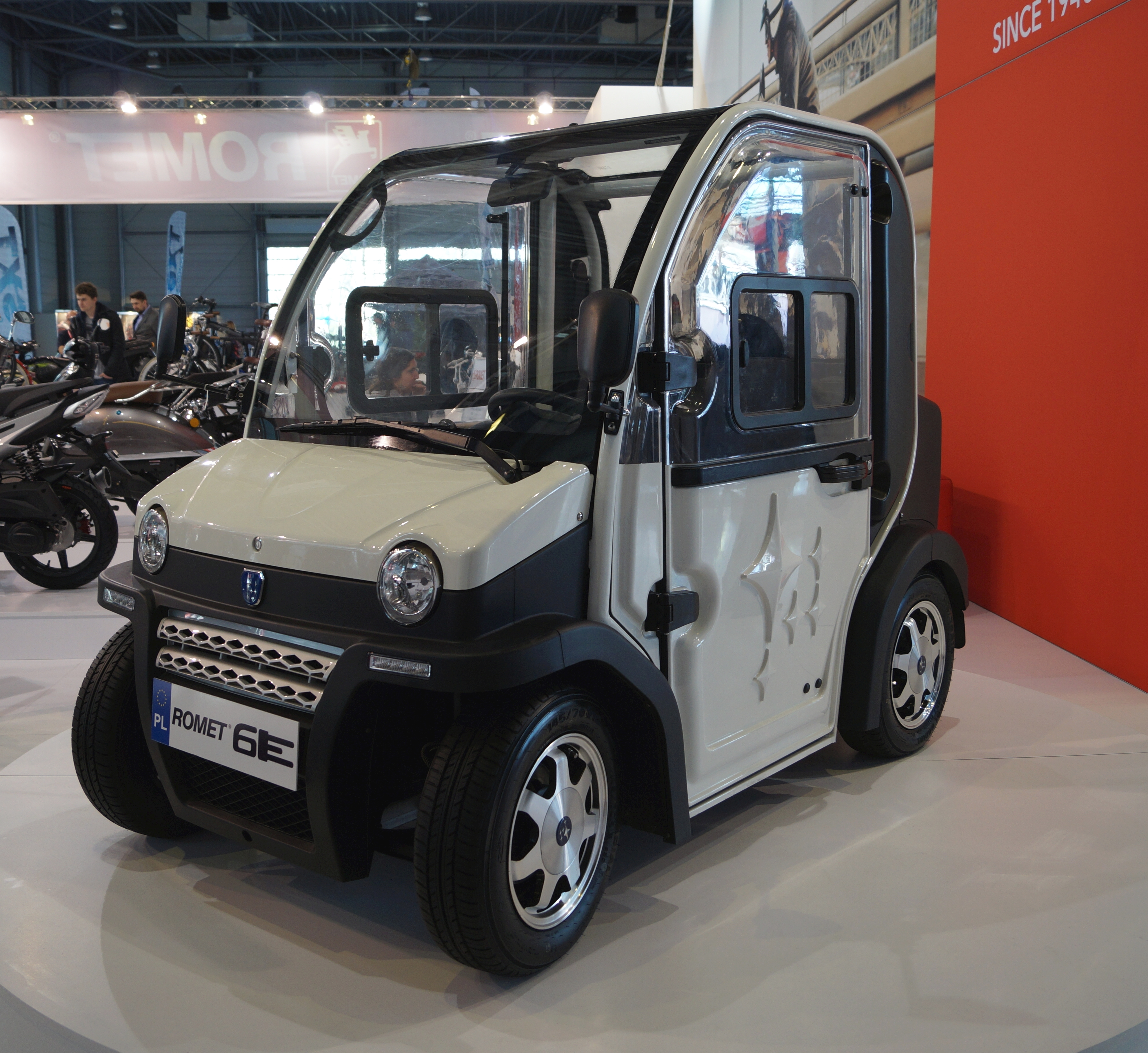
Romet 6E (2015)

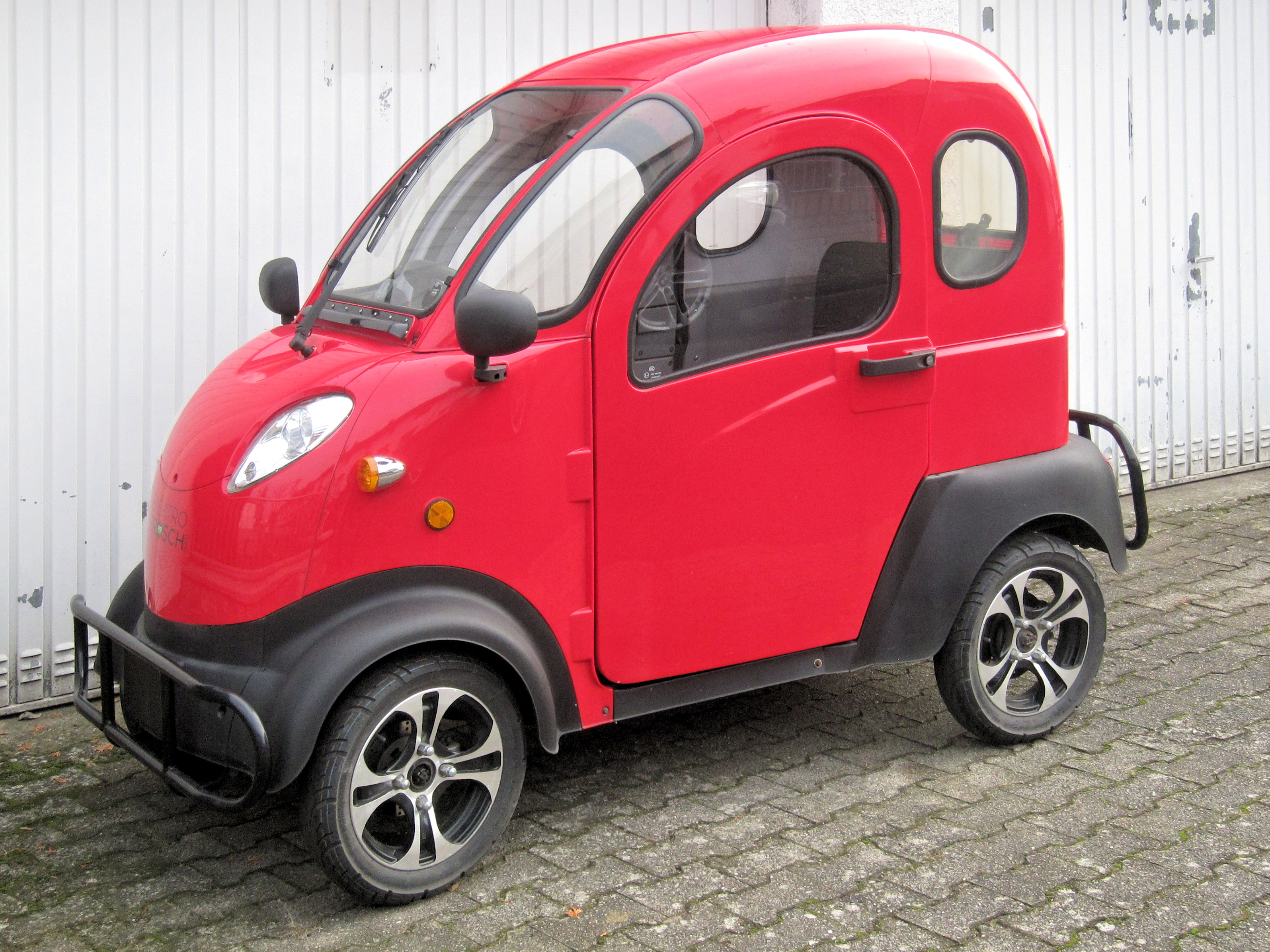
"Elektro Frosch"

| Hersteller             | Modellreihe                                       | Reichweite  | Sitzplätze | Höchstgeschwindigkeit | Maximale Zuladung                |
| ---------------------- | ------------------------------------------------- | ----------- | ---------- | --------------------- | -------------------------------- |
| E-go!                  | eK4                                               | 40–120 km   | 2          | 45 km/h               | 250 kg 0                         |
| Geco Automobile        | Buena 2                                           | 40–120 km   | 2          | 45 km/h               | 150 kg 0                         |
| Geco Automobile        | Twin 4.0                                          | 60–150 km   | 2          | 45 km/h               | 230 kg 0                         |
| Geco Automobile        | Beach                                             | 40–150 km   | 2          | 45 km/h               | 150 kg 0                         |
| Ari Motors             | ARI 452                                           | 120 km      | 2          | 45 km/h               | 450 kg 0                         |
| ElektroFrosch          | Quad                                              | 60 km       | 2          | 45 km/h               | 225 kg 0                         |
| EBLIZZ                 | EVQ 500                                           | 40–60 km    | 2 oder 4   | 40 km/h               | N/A                              |
| Eemog                  | Duo                                               | 100 km      | 2          | 45 km/h               | 190 kg                           |
| Linzda                 | M3-4                                              | 120 km      | 2          | 45 km/h               | 380 kg 0                         |
| Stellantis             | Citroën Ami / Opel Rocks Electric / Fiat Topolino | 75 km       | 2          | 45 km/h               | 142–162 kg 0 (plus 75 kg Fahrer) |
| Renault                | Twizy Life 45                                     | 100 km      | 2          | 45 km/h               | 128–147 kg 0 (plus 75 kg Fahrer) |
| Romet                  | 4E, 6E                                            | etwa 100 km | 2          | 45 km/h               |                                  |
| ECONELO                | NELO 4.1, NELO 4.2, NELO 4.3                      | 45–100 km   | 2          | 45 km/h               | 230 kg 0                         |
| Aixam                  | Ambition, Miniauto, Pro, Escouty                  | 45–400 km   | 2          | 45 km/h               | 250 kg 0                         |
| Micro Mobility Systems | Microlino lite                                    |             | 2          | 45 km/h               |                                  |

## Führerschein
Fahrzeuge der Kategorie L6e dürfen aufgrund ihrer bauartbedingten Höchstgeschwindigkeit von 45 km/h mit einem Führerschein der Klasse AM gefahren werden. In Deutschland können Jugendliche bereits ab 15 Jahren die Fahrprüfung für Fahrzeuge mit L6e-Zulassung ablegen.